# Vallobín
Vallobín es un barrio de la ciudad de Oviedo, situado al noroeste de la ciudad, perteneciente al Distrito 2. En 2021 su población era de 10.500 vecinos.

## Toponimia
Según trabajos de investigación de José Ramón Tolivar Faes y de Xosé Lluis García Arias, el término vendría a significar "valle de lobos"; zona en la que en el medievo, los ovetenses organizaban monterías. Tolivar Faes logró demostrar que, junto al fin de la calle Padre Aller, hasta la década de 1960 se usaba el topónimo Pozobal y halló un pozo donde se cazaban lobos, valiéndose de las aguas torrenciales que caían del Naranco. Otro de los topónimos tradicionales del barrio era Concinos; en la actualidad, queda una calle con este nombre. Parece ser un latinismo Concinnus: "algo ordenado". En asturiano, se usaba la expresión "ir a concines" (concilium), es decir, acudir a concejo, a realizar las tareas comunales, y es la acepción más probable del término.

## Historia
El término ya es citado en bibliografía de los S XIII y XIV. Así, el Cuaderno de la pesquisa de las heredades realengas del concejo de Oviedo en el alfoz de Nora a Nora, cita: «Tres tierras que iazen en Vallobín que son del conçello entregamentre e que las tien Sancho Garçia del tenedor de la tierra de Nora a Nora». El Catastro de Ensenada, del siglo XVIII, por su parte, menciona "las erías de V.", y "Ballobín, término de Labapies".
En 1947 el barrio comenzó su crecimiento, apartándose de su condición agreste, al levantarse el Sanatorio Antituberculoso Monte Naranco y un bloque de viviendas para trabajadores de Renfe, La Sindical, junto a los depósitos de ferrocarriles. En este momento la población del barrio eran, sobre todo, familias relacionadas con la actividad ferroviaria. En los años 1970 se asfaltaron las calles y se introdujo el alumbrado urbano. En los años 80 el barrio, no obstante, se degradó considerablemente. En los años 90 se llevaron a cabo mejoras para recuperar la zona. Reurbanización de las calles, mejora del alumbrado, jardines, y dotación de servicios públicos como biblioteca, áreas infantiles, iglesia parroquial dedicada a San Melchor de Quirós, centro social, centro de salud, etc. En 1999 se soterraron las vías de ferrocarril y el barrio quedó unido al centro de Oviedo gracias a La Losa, un recorrido mayormente peatonal sobre la playa de vías. En 2008 se abre una estación soterrada de tren, de la línea C-7.
Nuevo Vallobín Es la zona nueva del barrio de Vallobín, una urbanización que se extiende desde la calle de la Argañosa hasta la plaza Gabino Díaz Merchán. 

## Transporte
Existen dos líneas de autobús (TUA) que conectan el barrio con el centro (L7) y con Ciudad Naranco, barrio situádo al lado de Vallobín por el este (L11). Además, dispone de una estación subterránea, situada en Vázquez de Mella que conecta el barrio con los barrios de La Florida, La Argañosa, Las Campas y San Claudio, continuando hasta San Esteban de Pravia, como parte de la línea de cercanías C-7. Hasta 2021 existía una segunda línea, la C-5a que permitía la comunicación con Trubia y Gijón, pasando por el centro de Oviedo y Siero, por el momento dicha línea ha sido recortada y actualmente finaliza su recorrido en la Estación de Oviedo, siendo necesario hacer un transbordo en la misma para dirigirse hacia Gijón, Siero o cualquier otro punto de la red de cercanías.

## Deportes
El barrio dispone de equipo de fútbol propio "CD Vallobín" que tiene su primer equipo en la Tercera División de Asturias. El equipo juega en el campo "Vallobín" situado a las afueras del barrio; es campo válido para fútbol 8 y posee una grada con capacidad para albergar a 500 personas, todas ellas sentadas.